# Entela Safeti Kasi
Entela Safeti Kasi (ur. 13 sierpnia 1975 w Korczy) – albańska poetka, eseistka i tłumaczka, z wykształcenia anglistka.
Jej utwory zostały przetłumaczony na języki macedoński, turecki, hiszpański, angielski, francuski oraz arabski; ona sama tłumaczyła na język albański twórczość portugalskiego pisarza Casimira de Brito.

## Życiorys
Ukończyła studia z zakresu anglistyki. Objęła funkcję prezesa albańskiego PEN Center.

## Utwory[1]
- Ëndërr e paemër
- Koha e Kalit
- Metafora që (s)’falen
- Në këtë muzg pikëllimi
- Pasion dhe Krim

## Nagrody i wyróżnienia
Jeden z jej utworów został w 2007 roku przedstawiony na organizowanym przez turecki PEN Club Międzynarodowym Festiwalu Poezji w Izmirze.